# マヌエル・パレオロゴス
マヌエル・パレオロゴス (ギリシア語: Μανουήλ Παλαιολόγος; 1455年1月2日 – 1512年以前) は、モレアス専制公ソマス・パレオロゴスの末子、最後のビザンツ皇帝コンスタンティノス11世パレオロゴスの甥。

## 略歴
1453年のコンスタンティノープル陥落と帝国滅亡後、モレアス専制公領はオスマン帝国の属国としてしばらく存続したものの、1460年に改めてオスマン帝国の侵攻を受けた。マヌエルは父ソマスや兄アンドレアス、姉ソイと共にコルフ島へ亡命した。ソマスは西欧諸国の助けを求めるためローマにわたり、その死後にマヌエルら子供たちもローマに赴いた。彼らはヨハンネス・ベッサリオン枢機卿の庇護を受け、ローマ教皇からの支援金や住居の世話のもとに暮らした。
しかし次第に教皇からの支援が切り詰められていったため、1474年にマヌエルは将軍としての雇い口を求めてヨーロッパ中の君主や貴族のもとを渡り歩いたが、色よい返事を得られなかった。すると1476年、マヌエルは突如オスマン帝国支配下のコンスタンティノープルにわたって、かつて23年前に街を征服した人物であるメフメト2世に慈悲を乞うという行動に出て、ローマの人々を驚かせた。メフメト2世は彼を寛大に扱い、マヌエルは住まいと年金を与えられてコンスタンティノープルで余生を送った。

## 生涯

### モレアス専制公領滅亡とコルフ島亡命
マヌエルは1455年1月2日、モレアス専制公ソマス・パレオロゴスと、最後のアカイア公チェントゥリオーネ2世アサン・ザッカリアの娘カテリーナ・ザッカリアの間の次男として生まれた。1453年5月29日にコンスタンティノープルが陥落し、叔父で最後の皇帝コンスタンティノス11世パレオロゴスが戦死してビザンツ帝国が滅亡したが、モレアス専制公領はオスマン帝国のスルターンメフメト2世の属国として存続を許された。しかし密かにビザンツ帝国の復興を目指すソマスに弟のデメトリオスがオスマン帝国を後ろ盾にして反抗し、この兄弟争いにオスマン帝国が介入して1460年に専制公国を滅ぼした。ソマスやカテリーナ、それにマヌエルら子どもたちはコルフ島へ亡命した。ソマスは家族を置いてローマに赴き、ローマ教皇ピウス2世の歓待を受けた。ソマスはモレアス奪還の夢を持ち続け、ピウス2世が対オスマン十字軍を計画した際には自らイタリアをめぐり宣伝にあたったが、十字軍は実現しなかった。

### ローマ移住
1462年8月に母カテリーナ・ザッカリアが死去し、その後に父ソマスからローマに呼び寄せられたにもかかわらず、マヌエルと兄アンドレアスはそれに応じなかった。彼らが1465年にようやくローマに向かった時、ソマスはすでに死の数日前という状況であった。兄弟と姉ゾイはローマに向かったものの、父ソマスはすでに死去していた。この時マヌエルは10歳、アンドレアスは12歳だった。3人の兄弟はビザンツ帝国出身のヨハンネス・ベッサリオン枢機卿のもとに身を寄せた。ベッサリオンは彼らを教育し、1472年6月のゾイとモスクワ大公イヴァン3世の結婚を取り持った。アンドレアスをモレアス専制公の正統な後継者とみなしていた教皇は、アンドレアスとマヌエルの兄弟をローマに留め置いた。
彼らの父ソマスは、教皇から月300ドゥカート、枢機卿たちから月200ドゥカート、計月500ドゥカートを支援されていたが、それでも彼の側近の一人は、ソマスの邸宅と従者たちを維持するには足りないと不満を書き残している。ソマスの死後、アンドレアスとマヌエルは教皇からの300ドゥカート、一人当たり150ドゥカートしか受け取れなくなり、経済的に苦しい状況に置かれた。兄アンドレアスは自身のビザンツ皇帝位請求権の売却をヨーロッパ諸国の君主に打診し、資金を集めようとした。しかし弟であるマヌエルには、そのような売れる請求権すら無かった。

### ヨーロッパ遍歴
1474年前半、マヌエルはローマを離れ、仕官先を求めてヨーロッパ中の君主のもとを渡り歩いた。11月にはミラノ公国に赴き、ガレアッツォ・マリーア・スフォルツァにミラノ軍で何らかの職に任じてくれるよう求めた。しかしミラノ公からは満足できる職を提供されなかったので、マヌエルはロレーヌのヴォーデモンへ行き、ブルゴーニュ公シャルルに同様の打診をした。マヌエルは毎月100エキュで雇用する契約を提案してきたが、マヌエルの従者を養うには不十分であった。マヌエルはシャルル公の提案を断り、間もなくローマに帰った。

### オスマン帝国での生活
1476年春、21歳になっていたマヌエルは再びローマを離れ、コンスタンティノープルに赴いてオスマン帝国のメフメト2世に慈悲を求めた。彼がミラノやヴォーデモンで受けた仕打ちとは対照的に、メフメト2世は気前よく彼を受け入れ、領地や年金、2人の妾まで差配した。マヌエルは、かつて叔父が守ろうとして命を落としたコンスタンティノープルで余生を過ごすことになった。彼はコンスタンティノープルで「エル・ガーズィー」（聖戦士）とあだ名され、オスマン海軍で働いた可能性がある。時期は不明だが、マヌエルは名前不詳の女性と結婚し、ヨハネス（夭折）とアンドレアスという2人の息子をもうけた。後者の名はマヌエルの兄にちなんでおり、こちらのアンドレアス・パレオロゴスは後にイスラームに改宗した。マヌエルは1512年以前に死去した。息子アンドレアスの生涯はほとんど分かっておらず、1519年を最後に記録が途絶えている。マヌエルの子は二人とも、子孫を残したとは考えられていない。